# Mimosa radula
Mimosa radula är en ärtväxtart som beskrevs av George Bentham. Mimosa radula ingår i släktet mimosor, och familjen ärtväxter. Inga underarter finns listade i Catalogue of Life.